# Muzeul Literar Petőfi
Muzeul Literar „Petőfi” (abreviat MLP) (în maghiară Petőfi Irodalmi Múzeum, abreviat PIM) este un muzeu specializat din Budapesta, care are ca misiune colectarea, conservarea și prezentarea vestigiilor materiale (documente și obiecte memoriale) ale literaturii maghiare. El conține un spațiu expozițional muzeal, un institut științific, un centru de cercetare și o editură de carte. A fost fondat în 1954 și găzduit inițial în Casa Petőfi (Casa Jókai). Muzeul funcționează din 1957 în Palatul Károlyi din sectorul 5 al Budapestei (Belváros).

## Clădirea

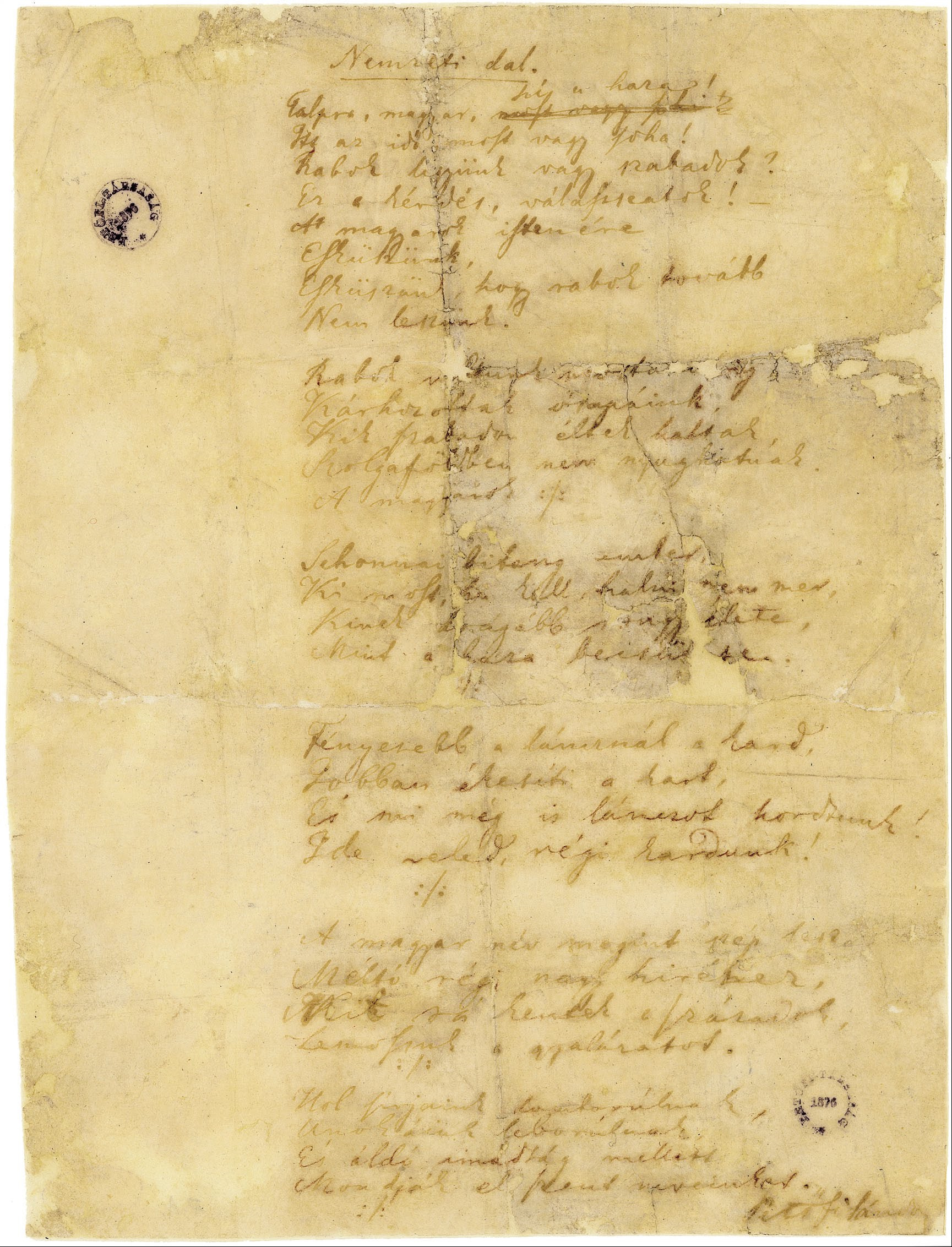
Copie a manuscrisului cântecului patriotic Nemzeti dal

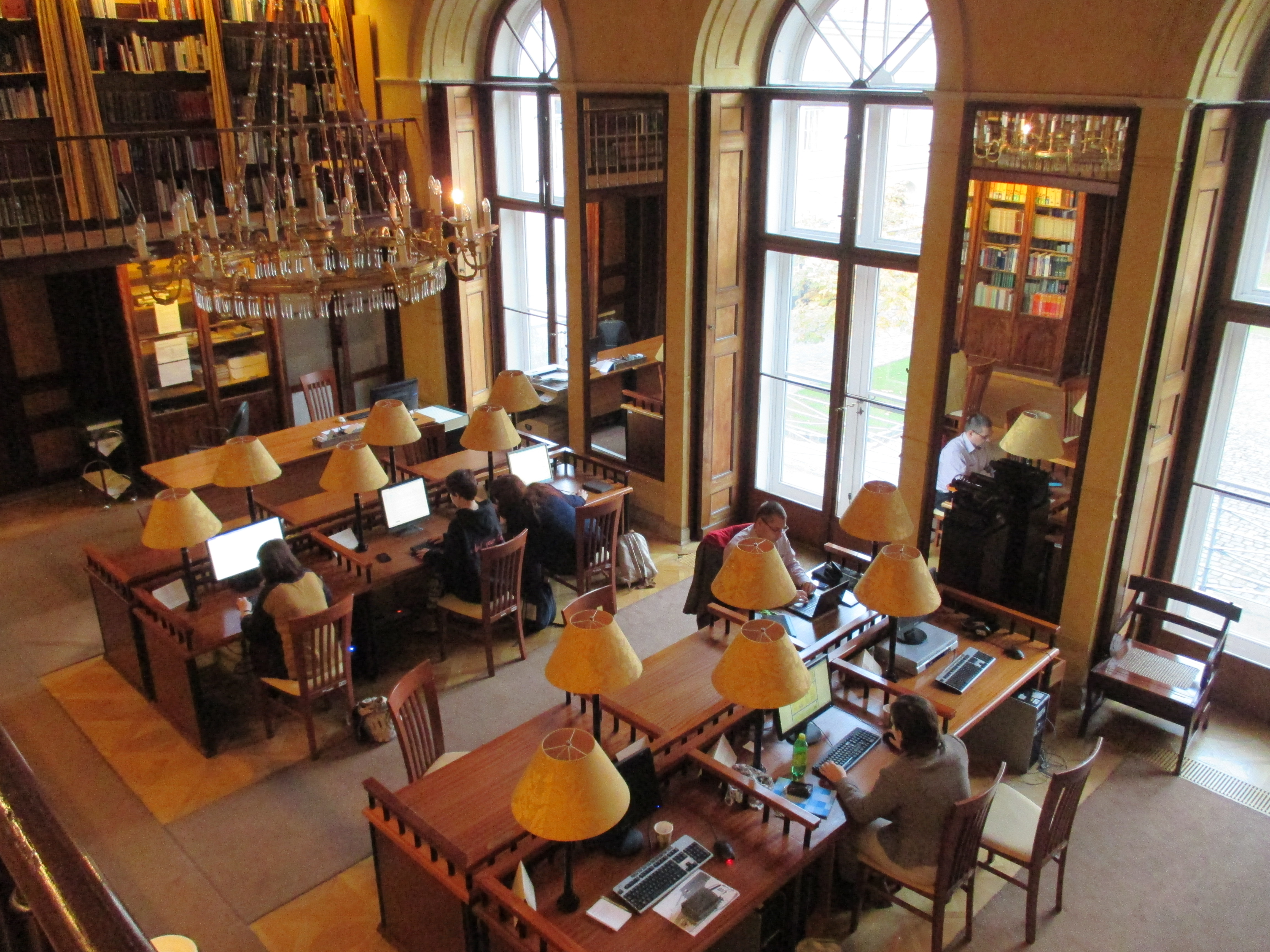
Interiorul bibliotecii muzeului

În 1832 palatul a fost reconstruit după proiectul lui A.P. Riegl și József Hofrichter. Celebrul salon literar al lui László Bártfay a funcționat aici în timpul Epocii reformelor, după cum este consemnat în jurnalul său. Palatul a devenit faimos pentru seratele organizate aici, unde Franz Liszt a cântat adesea la pian. În 1849-1850 aici a fost reședința lui Jelačić și apoi a lui Haynau. La 9 ianuarie 1849 a fost arestat aici Lajos Batthyány, prim-ministrul primului guvern al Ungariei, cel din timpul Revoluției Maghiare din 1848.
În ultimele decenii ale secolului al XIX-lea, palatul a fost din nou locul de întâlnire al lumii aristocratice din Pesta, iar la una dintre balurile sale a apărut și împăratul Franz Joseph.
În octombrie 1918 aici a fost constituit Consiliul Național Maghiar. Ultimul proprietar al palatului a fost Mihály Károlyi, iar după emigrarea lui în anul 1919 a fost confiscat de stat și începând din 1929 a intrat în patrimoniul Primăriei Budapestei. Timp de 20 ani, începând din 1930, a funcționat aici Galeria orașului Budapesta.
Clădirea nu a suferit pagube majore în timpul celui de-al Doilea Război Mondial, dar mobilierul de interior și obiectele de artă au fost furate și vândute la licitație, iar arhivele familiei Károlyi și biblioteca bogată s-au risipit.
Muzeul Literaturii Maghiare a fost înființat în 1954, având inițial sediul în Casa Petőfi (Casa Jókai), amenajată în 1909. În primii doi ani, expozițiile sale au fost organizate în clădirea Muzeului Național Maghiar. În 1955 a primit propria clădire, fostul palat Muráthy-Teleki din József nádor tér 7 (Harmincad utca 2), unde până în vara anului 1956 au avut loc doar câteva expoziții. (În clădirea de pe colț, de lângă Restaurantul Mielul de Aur, se află din 1993 sediul băncii Crédit Lyonnais / Crédit Agricole din Budapesta.).
În primăvara anului 1957 muzeul a fost mutat într-unul dintre cele mai importante monumente neoclasice ale Budapestei, Palatul Károlyi. Până la schimbarea regimului, clădirea palatului s-a deteriorat considerabil, iar executarea unor lucrări de renovare a devenit inevitabilă. Spațiile expoziționale au fost închise câțiva ani, dar activitatea de cercetare, editarea de cărți etc. a continuat în acest timp. Între anii 1996 și 2000 palatul a trecut printr-o renovare completă, precedată de cercetări arheologice, studii arhitecturale și de istorie a artei, iar clădirea a dobândit o splendoare tipică sfârșitului secolului al XIX-lea.

## Organizare și filiale
În anul 1990 au fost instalate în Palatul Károlyi, pe lângă MLP, departamentul de arheologie al Muzeului de Istorie al Budapestei și colecția de obiecte vestimentare a Muzeului Național Maghiar. În 1998 numele instituției a devenit Casa Literaturii Maghiare. Timp de câțiva ani instituția a purtat numele de Muzeul Literaturii Maghiare (MIM), din care a făcut parte și Centrul pentru Literatură Contemporană (KIK), iar pentru o vreme s-a numit și PIM-KIK. Instituția a fost revenit în anul 2000 la vechea sa denumire, Muzeul Literar Petőfi (PIM). Între 2000 și 2003 Centrul Cultural Palatul Károly a devenit administratorul clădirii, iar din 2003 Muzeul Literar Petőfi a devenit din nou proprietarul clădirii.
Muzeul deține o colecție semnificativă de cărți și periodice, manuscrise, stampe, fotografii, obiecte de artă, obiecte memoriale și materiale media (filme, imagini în mișcare, înregistrări audio). Serviciul său de cercetare și biblioteca sunt deschise de luni până joi între orele 10 și 16. În perioada 2002-2006 a fost publicat un buletin informativ trimestrial intitulat Irodalmi Múzeum. Instituit cu ocazia celei de-a 50-a aniversări a existenței sale, Premiul Fáma este acordat anual unei persoane care a adus servicii deosebite instituției (obiectul decernat a fost proiectat de László Szlávics Jr.).
Muzeul cuprinde mai multe filiale:
- Muzeul Memorial „Endre Ady” (1053 Bp., Veres Pálné utca 4-6);
- Sala memorială „Jókai” (1121 Bp., Költő utca 21)[9];
- Muzeul Memorial „Lajos Kassák (1033 Bp., Fő tér 1 – Castelul Zichy);
- Muzeul „Ferenc Kazinczy” (3980 Sátoraljaújhely, Dózsa György utca 11);
- Muzeul Limbii Maghiare (3988 Sátoraljaújhely, Kazinczy utca 275) – Széphalom;
- Muzeul basmului maghiar și atelierul de povești (1013 Bp., Döbrentei utca 15);
- Muzeul „Gizi Bajor” al Actorilor (1124 Bp., Stromfeld Aurél utca 16)[10];
- Muzeul și Institutul pe Țară al Istoriei Teatrului (1013 Bp., Krisztina körút 57)[11].

Directorul general al MLP este, în 2019, Szilárd Demeter.

## Colecția literară
Muzeul conservă manuscrise și obiecte care au aparținut celor mai importanți poeți, prozatori și istorici literari maghiari, printre care: Mór Jókai, Zsigmond Móricz, Ferenc Karinthy, Tibor Déry, Jenő Heltai, Milán Füst, György Bálint, Antal Szerb, Gábor Thurzo, György Bölöni, Áron Tamási, Miklós Szentkuthy, Győző Határ, György Rónay, Gábor Devecseri, Ágnes Nemes Nagy, György Somlyó, György Rába, Szilárd Rubin și alții. Manuscrisele poeziilor patriotice Nemzeti dal (Cânt național) al lui Sándor Petőfi și A Dunánál (La Dunăre) al lui Attila József sunt păstrate ca unele dintre cele mai prețioase relicve literare naționale, ca și o copie completă a Bibliei de la Vizsoly și o copie a volumului de poezii al lui Sándor Petőfi, publicat în 1850, după moartea poetului. Colecția de scrieri ale autorilor maghiari exilați este, de asemenea, semnificativă.

## Expoziții permanente

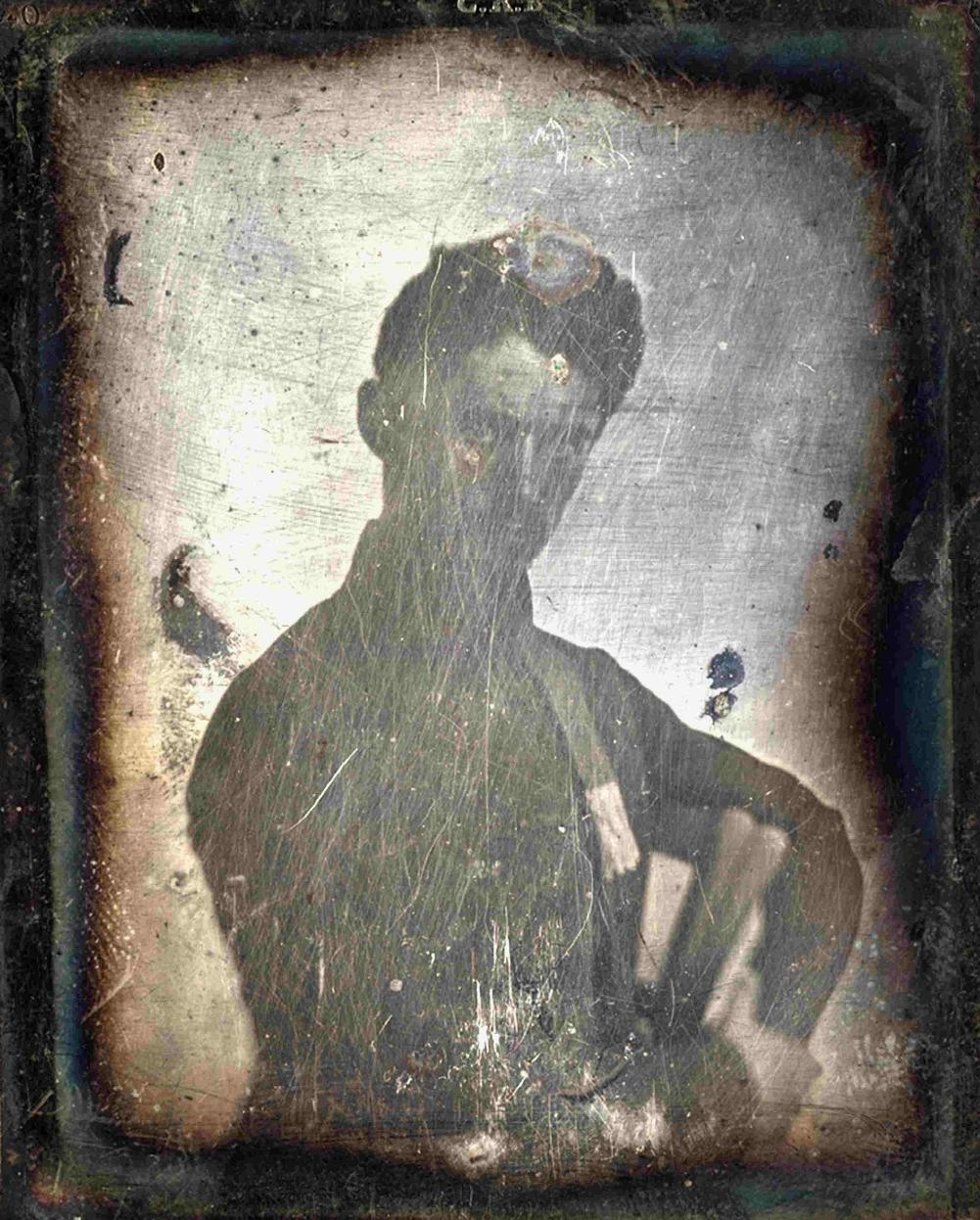
Placă dagherotipică cu portretul lui Petőfi realizat în 1845, înainte de restaurarea efectuată în 1957.

- Expoziția Sándor Petőfi: „Tanuljátok meg, mi a költő...” (Învățați ce este poetul…) (2000-2011), „Ki vagyok én? Nem mondom meg…" – Petőfi választásai” („Cine sunt eu? Nu o spun… Alegerile lui Petőfi”)[17] (din 2011);
- Monumentul Ady-oltár (Altarul Ady)[18];
- Sala memorială Áron Tamási[19];
- Presa originală a tipografiei Landerer și Heckenast[20].

## Academia Literară Digitală
Muzeul Literar Petőfi întreține și o bibliotecă digitală numită Digitális Irodalmi Akadémia (DIA) [Academia Literară Digitală (ALD)], înființată în 1998. Aceasta este finanțată, prin intermediul muzeului, de către ministerul culturii și publică pe site-ul ei în format electronic și cu acces liber operele celor mai de seamă scriitori maghiari (inclusiv din România) din secolele al XX-lea și al XXI-lea, decedați sau în viață. Academia a fost fondată de 39 de scriitori distinși cu Premiul Kossuth sau cu titlul de Scriitor/Poet cu Coroană de Lauri al Republicii Ungare. Printre ei se numără Péter Esterházy, Anna Jókai, Sándor Kányádi, Imre Kertész, György Moldova, Péter Nádas, György Spiró, András Sütő, Magda Szabó. Membrii academiei au cooptat post-mortem și scriitori de seamă decedați, precum Gyula Illyés, László Németh, János Pilinszky, Áron Tamási, Géza Páskándi, István Örkény, Lajos Áprily. Operele tuturor au fost, respectiv vor fi publicate integral, iar cei în viață și moștenitorii celor decedați primesc lunar drepturi de autor.

## Premii
- Premiul „Muzeul Anului”, decernat în 2009 de Societatea Pulszky[24].
- Premiul „Prima Primissima” (2015)